# Josef Wagnes

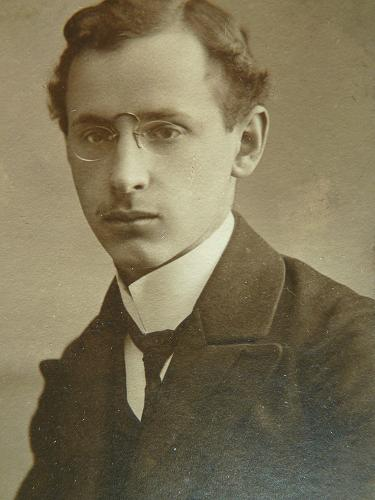
Josef Wagnes, 1910

Josef Wagnes (* 4. Oktober 1891 in Voitsberg; † 16. Dezember 1979 in Graz) war ein österreichischer Komponist, Violoncellist und Lehrer. Er gehörte derselben, weit verzweigten Musikerfamilie an wie sein Onkel Eduard Wagnes.

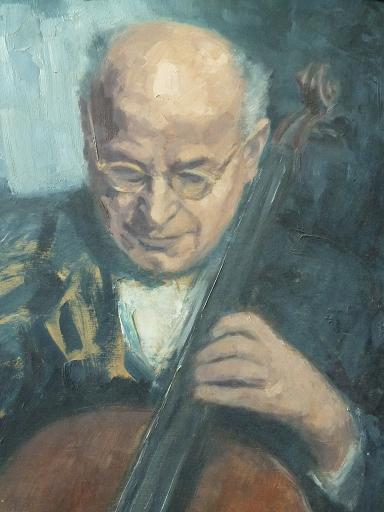
Porträt von Josef Wagnes in späteren Jahren.

Während Josef Wagnes als Lehrer für Buchhaltung an der Grazer Handelsakademie und parallel dazu als Kammermusiker und Solist bekannt und geschätzt war, behielt er seine Kompositionen im engsten Familienkreis und zum Teil ganz für sich.
Das vermutlich einzige von ihm komponierte Stück, das zu seinen Lebzeiten öffentlich aufgeführt wurde, ist das mit seiner Ehefrau Elfriede Wagnes gemeinsam geschriebene Weihnachtslied "Christlied".
Erst 2013 gab es im Zusammenhang mit einem Forschungsprojekt an der Kunstuniversität Graz öffentliche Aufführungen seiner Werke, darunter aus seinem Zyklus von Liedern des steirisch-slowenischen Dichters Ernst Goll.
Zu den Werken von Josef Wagnes zählen Lieder nach Gedichten von Bruno Ertler, Eduard Mörike, Max Geißler und Paula von Preradovic, ein Bläserquartett sowie mehrere Klavierfantasien. Die Autographen von Wagnes' Kompositionen befinden sich als Dauerleihgabe der Familie im Archiv der Kunstuniversität Graz.